# 加士居
加士居爵士KCMG（1844年5月29日—1926年9月9日）英國陸軍少將。1863年加入蘇格蘭燧發槍衛隊（Scots Fusilier Guards）。1867年被任命副官。1895年至1898年出任加拿大民兵司令（General Officer Commanding the Militia of Canada）。1898年至1902年派駐香港，出任駐中國和香港英軍司令，並且成為最後一任的副港督。
1899年，《香港英新租界合同》簽訂後，新界原居民反抗香港政府接管新界，港督卜力遂派加士居，於4月指揮英軍出動在吐露港向反抗的原居民開炮，殺死約500名原居民後，平息混亂，協助接管新界，恢復新界秩序。
事件过後，由於英國政府認為冲突是由新安縣官員策劃，違反《專條》中的「不得與保衛香港之武備有所妨礙」，加士居在卜力指示下，於同年5月16日再派遣皇家威爾斯火槍隊和100名炮兵義勇軍攻入九龍寨城，將城內官員及軍隊全數驅趕。往後英國在清方交涉下撤出寨城內的英軍，使寨城此後成為「三不管地帶」。
現時九龍的加士居道就是以他命名。